# Neptis vinalli
Neptis vinalli är en fjärilsart som beskrevs av Eltringham 1929. Neptis vinalli ingår i släktet Neptis och familjen praktfjärilar. Inga underarter finns listade i Catalogue of Life.